# 里阿爾托站
里阿爾托站（英語：Rialto）是一個位於愛爾蘭都柏林里阿爾托的都柏林轻轨站，在2004年通車，北部是聖詹姆斯醫院。
都柏林公車路線68、68A和123均能到達此站。